# 笑福亭喬若
笑福亭 喬若（しょうふくてい きょうじゃく、1974年〈昭和49年〉9月27日 - ）は、兵庫県尼崎市出身の落語家。本名は木谷 亮一。出囃子は「くいな」。

## 略歴
大阪市立姫島小学校、高槻市立阿武野中学校卒業。大阪府立阿武野高等学校、大阪産業大学卒業。

## 人物
1998年（平成10年）4月1日に、大阪産業大学の先輩笑福亭三喬（当時）の1番弟子として入門した。所属事務所は松竹芸能。上方落語協会会員。
自らを「落語界の松坂大輔」と名乗り、モノマネベースボールクラブでは投手を務める。
内海英華 with宗清洋と粋〜てすとさうんど『お囃子JAZZ〜音伎噺』にて笛（藤舎名生門下の藤舎次生に師事）を担当するなど、寄席囃子でも活動している。
2008年（平成20年）なにわ芸術祭新人賞を受賞した。
2020年（令和2年）現在、天満天神繁昌亭昼席に出演できない「若手・中堅クラス」のため、毎週火曜日の午前に開かれる「繁昌亭・火曜の朝席」に出演している。
2026年2月、国立文楽劇場で師匠の前名の笑福亭三喬を三代目として襲名予定。